# فرانسیسکو کالوت
فرانسیسکو کالوت (انگلیسی: Francisco Calvet; ۲۹ سپتامبر ۱۹۲۱ – ۳۰ نوامبر ۲۰۰۱) بازیکن فوتبال اهل اسپانیا بود که بین سالهای ۱۹۳۹ و ۱۹۵۲ در باشگاه فوتبال بارسلونا بازی می‌کرد. او همچنین بین سالهای ۱۹۵۲ تا ۱۹۵۴ در باشگاه فوتبال رئال اویدو بازی کرد.